# Никитин, Михаил Фёдорович (Герой Социалистического Труда)
Михаил Фёдорович Никитин (род. 1908 году, в деревне Борки, Клинский район, Московская область — умер 1970 году) — бригадир колхоза «Искра Ильича» Клинского района Московской области. Герой Социалистического Труда (19.02.1948).

## Биография
В 1908 году в деревне Борки в семье крестьянина родился Михаил Никитин.
В 1937 году в связи с затоплением территории деревни всё население было переселено в деревню Бородино, где Михаил Никитин трудоустроился в колхоз «Искра Ильича».
В 1941 году был мобилизован в Красную Армию. После демобилизации вновь вернулся работать в колхоз. Стал работать бригадиром полеводческой бригады, состоящей из двух звеньев по выращиванию зерновых культур.
По Итогам сбора урожая в 1947 году бригадой Никитина был получен высокий урожай ржи 31,41 центнера с гектара на площади 19,83 гектара посевов.
Указом от 19 февраля 1948 года за достижения высоких производственных результатов Михаил Никитин был удостоен звания Герой Социалистического Труда.
В 1960 году произошло объединение соседних колхозов. Михаил Никитин перешёл работать во вновь образованный колхоз «Демьяново», бригадиром.
Проживал в деревне Бородино. Умер в 1970 году.

## Награды
Имеет следующие награды, за трудовые успехи:
- Герой Социалистического Труда (19.02.1948);
- Орден Ленина (19.02.1948).